# Loosegoats
Loosegoats, är en svensk rockgrupp från Lund som var främst aktiva mellan åren 1994-2001 och har därefter sporadiskt återförenats vid några tillfällen. Det senaste albumet, Ideas for to Ideas for to Travel Down Death's Merry Road släpptes 2012. Bandet spelar lo-fi-rock med countryinfluenser. Låtarna skrivs av bandets sångare Christian Kjellvander.

## Historia
Loosegoats bildades i Lund 1994. Efter att ha repeterat tillsammans fyra gånger spelade bandet in demon Back in Slack, vilken mottog goda recensioner. Genom demon fick skivbolaget Bad Taste Records upp ögonen för bandet och i maj 1995 släpptes bandets första EP Small Lesbian Baseball Players på nämnda bolag. EP:n mottogs väl bland kritiker och sålde bra.
Flera bolag blev intresserade av att kontraktera Loosegoats och valet föll till slut på det Stockholmsbaserade Startracks. Under 1996 släppte bandet två EP-skivor på bolaget: Mule Habit och Country Crock. Mårten Löfwander hade nu lämnat bandet och ersatts av Anders Tingsek på bas.
For Sale by Owner
1997 släppte Loosegoats sitt första album, For Sale by Owner. Strax innan inspelningarna började hade gitarristen Jens Löwius lämnat bandet och ersatts av Magnus Melliander. Senare samma år utkom samlingsskivan A Mexican Car in a Southern Field, innehållandes bandets tidigare utgivna EP-skivor. Ytterligare en EP (Disdialogic) och en singel (Navajo (the Indians Are Restless)) utgavs innan året var slut.
1998 utgav bandet singeln Fender, som såldes tillsammans med albumet For Sale by Owner. Skivan trycktes endast i 300 exemplar.
Plains, Plateaus and Mountains
I mars 1999 släpptes Loosegoats andra studioalbum, Plains, Plateaus and Mountains. Skivan producerades av Brian Paulson, som tidigare producerat bland andra Dinosaur Jr. Från skivan släpptes singeln Adversity. Året efter spelade bandet på Hultsfredsfestivalen, på scenen Teaterladan. Under konserten blev det strömavbrott, varpå bandet fortsatte genom spela akustiskt i 25 minuter.
Her, the City, et al
I maj 2001 släpptes Loosegoats tredje studioalbum, Her, the City, et al. Från skivan släpptes även singeln Yucca Mountain.
I juni samma år utkom EP-skivan Form and the Feeling. Albumet innehöll förutom låtar från bandets tidigare skivor två tidigare outgivna spår: "Live Ones" och "Yucca Mountain" (en nyinspelad version av den som tidigare inkluderats på Her, the City, et al.
Bandet lades därefter på is. Christian Kjellvander inledde en framgångsrik solokarriär.
Första återföreningen
Sommaren 2009 återförenades bandet för tre spelningar, bland annat på festivalen Way Out West.
Andra återföreningen och ny skiva
Den 31 januari meddelade Loosgoats via sin Facebook-sida att bandet planerar att släppa en ny skiva i april 2012. Via samma sida meddelades senare att Pelle Gunnerfeldt producerat skivan. Någon albumtitel specificerades däremot inte.
I en intervju med Värmlands Folkblad sa Christian Kjellvander att han började fundera på en återförening med Loosegoats efter att hans bror Gustaf Kjellvander gick bort i sömnen sommaren 2011. Han ville "göra något som bara handlade om kärlek och att ha roligt." Christian Kjellvander hade skrivit flera låtar som han inte tyckte passade att ge ut under eget namn och när han repeterade dessa med Loosegoats kändes de bra.
Den 2 mars 2012 gjorde bandet sin första spelning på nära tre år på Klubb Springfield på Pet Sounds Bar i Stockholm. Under konserten spelades inga akustiska låtar utan endast bandets elektriska repertoar. Flera nya låtar som är tänkta för kommande skivan spelades också.
Den 6 mars meddelade bandet, återigen via sin Facebook-sida, att skivan kommer att heta Ideas for to Travel Down Death's Merry Road.

## Medlemmar
Senaste medlemmar
- Christian Kjellvander - sång, gitarr
- Anders Tingsek - bas
- Johan Hansson - trummor
- Magnus Melliander - gitarr

Tidigare medlemmar
- Yeshim Hisson - trummor (Small Lesbian Baseball Players)
- Mårten Löfwander - bas (Small Lesbian Baseball Players)
- Jens Löwius - gitarr (Small Lesbian Baseball Players, Mule Habit och Country Crock)

## Diskografi

### Album
- 1997 – For Sale by Owner (Startracks)
- 1997 – A Mexican Car in a Southern Field (Startracks)
- 1999 – Plains, Plateaus and Mountains (Startracks)
- 2001 – Her, the City, et al (Startracks)
- 2012 – Ideas for to Travel Down Death's Merry Road (Startracks)

### EP
- 1995 – Small Lesbian Baseball Players (Bad Taste Records)
- 1995 – Mule Habit (Startrec)
- 1996 – Country Crock (Startracks)
- 1997 – Slotmachines and Busted Dreams (Startracks)
- 1997 – Disdialogic (Startracks)
- 2001 – Form and the Feeling (Startracks)

### Singlar
- 1997 – Navajo (the Indians Are Restless) (Chapel Hill)
- 1998 – Fender (Startracks)
- 1999 – Adversity (Startracks)
- 2001 – Yucca Mountain (Startracks)

### Medverkan på samlingsskivor
- 1995 – Svenskt (med låten "Small Planet", Border Music)
- 1995 – Quality Punk Rock (med låten "Cardboard Boxes", Bad Taste Records)
- 1996 – Best Alternative (med låten "Country Crock", Arcade)
- 1996 – This Is Bad Taste (med låten "Small Planet", Bad Taste Records)
- 1996 – Startracks (med låten "Country Rock", Startracks)
- 1997 – Välkommen till festen (med låten "Disdialogic", soundtrack, Startracks)
- 1997 – Festival Sampler 1997 (med låten "Disdialogic", Warner)
- 1998 – Hitta mitten (med låten "Space Invaders", Absurd)
- 1998 – Moondog Entertainment Presents Sweden Deluxe (med låten "Lizard Street", Moondog Entertainment)
- 1999 – Soundbites #1 (med låten "STT", Sound Affects)
- 1999 – Gränslösa -99 (med låten "A Mother's Cry", Hasans vänner mot våld och rasism)
- 2001 – Sonically Speaking Vol. 2 (med låten "Days of Black (Nights Are Lights)", Sonic)
- 2002 – MNW presenterar VM i x-pris 2002 (med låten "Form and the Feeling", MNW)
- 2003 – Startracks 2003 (med låten "Days of Black (Nights Are Lights)", Startracks)

### Fotnoter
1. 1 2 3  ”Loosegoats”. Allmusic.com. http://www.allmusic.com/artist/loosegoats-p291356/biography. Läst 4 september 2011.
2. ↑  ”Fender”. Startracks. Arkiverad från originalet den 19 augusti 2010. https://web.archive.org/web/20100819001019/http://www.startracks.se/releases.asp?id=57. Läst 4 september 2011.
3. ↑  ”Plains, Plateaus and Mountains”. Svensk mediedatabas. http://smdb.kb.se/catalog/search?q=loosegoats+typ%3Afonogram&sort=NEWEST. Läst 4 september 2011.
4. ↑  ”Hultsfredsfestivalen 2000”. http://www.rockparty.se/festivalen/festivalhistorik/2000.html. Läst 17 januari 2012.
5. ↑  ”Her, the City, et al”. Kritiker.se. https://kritiker.se/skivor/loosegoats/her-the-city-et-al/. Läst 18 augusti 2011.
6. ↑  ”Yucca Mountain”. Svensk mediedatabas. http://smdb.kb.se/catalog/search?q=loosegoats+typ%3Afonogram&sort=OLDEST. Läst 4 september 2011.
7. ↑   Konvolutet till Form and the Feeling
8. ↑  Engström, Håkan (24 juli 2009). ”Loosegoats återförenas”. Sydsvenskan. https://www.sydsvenskan.se/2009-07-24/loosegoats-aterforenas. Läst 4 september 2011.
9. 1 2  ”Loosegoats”. Facebook. http://www.facebook.com/pages/Loosegoats/301767163204183. Läst 6 mars 2012.
10. ↑  Segerpalm, Erik (10 februari 2012). ”Kjellvander rör sig långsamt”. Värmlands Folkblad. Arkiverad från originalet den 6 mars 2016. https://web.archive.org/web/20160306120127/http://www.vf.se/kultur-noje/noje/kjellvander-ror-sig-langsamt. Läst 3 mars 2012.
11. ↑  ”Loosegoats”. Gratisistockholm.se. http://www.gratisistockholm.se/viewObject.aspx?objectId=67408. Läst 2 mars 2012.